# Not Another Teen Movie
Not Another Teen Movie is een Amerikaanse speelfilm uit 2001 onder regie van Joel Gallen. Het is een parodie op de films She's All That, Grease, The Breakfast Club, Never Been Kissed, Cruel Intentions, Pretty in Pink, Ferris Bueller's Day Off, Sixteen Candles, American Pie, American Beauty, 10 Things I Hate About You, Can't Hardly Wait, Rudy, Lucas, Bring It On, Better Off Dead, Varsity Blues, Road Trip, Fast Times at Ridgemont High en Clueless.

## Verhaal
In deze parodie op tienerfilms volgen we een groep vrienden tijdens hun highschool-periode. Janey Briggs is een jonge kunstenares die er niet bij hoort vanwege haar bril, haar kapsel en haar overall. De populaire Jake Wyler neemt een weddenschap aan om haar in een prom-queen te veranderen. De twee groeien tijdens de weddenschap naar elkaar toe.

## Rolverdeling
- Chyler Leigh – Janey Briggs
- Chris Evans – Jake Wyler
- Jaime Pressly – Priscilla
- Eric Christian Olsen – Austin
- Mia Kirshner – Catherine Wyler
- Deon Richmond – Malik
- Eric Jungmann – Ricky Lipman
- Ron Lester – Reggie Ray
- Cody McMains – Mitch Briggs
- Sam Huntington – Ox
- Joanna García – Sandy Sue
- Lacey Chabert – Amanda Becker
- Samm Levine – Bruce
- Cerina Vincent – Areola
- Beverly Polcyn – Sadie Agatha Johnson

## Trivia
- De werktitel van de film was 10 Things I Hate About Clueless Road Trips When I Can't Hardly Wait to Be Kissed, een porte-manteau van 10 Things I Hate About You, Clueless, Road Trip, Can't Hardly Wait en Never Been Kissed.
- Phil Beauman en Buddy Johnson schreven ook mee aan Scary Movie.